# علم تايلاند
اعتمد علم مملكة تايلاند (بالتايلندية: ธงไตรรงค์) رسمياً في 28 أيلول - سبتمبر من سنة 1917 ويتكون العلم التايلاندي من خمسة أشرطة أفقية من ألوان هي الأحمر والأبيض والأزرق والأبيض والأحمر، تم اختيار هذا النمط في عام 1917 تأثراً بعلم كوستاريكا الذي يحمل نفس النمط، والذي كان موجوداً لأكثر من 68 عاماً قبل تصميم العلم التايلاندي، ولكن بعكس اللونين الأزرق والأحمر مكان بعضهما البعض. منذ عام 2016 يعد يوم 28 سبتمبر يوم العلم.

## الرمزية
- الأحمر: يرمز إلى الأمة.

- الأبيض: يرمز إلى الدين.

- الأزرق: يرمز إلى الملك.

## تصميم

تصميم العلم

ينص قانون العَلَم (1979) على أن العلم الوطني مقسم إلى خمسة خطوط؛ أعرضها الخط الأوسط الذي لونه أزرق غامق ويبلغ حجمه ضعف باقي الخطوط، وخطين أبيضين على كل جانب من الخط الأزرق الغامق، وخطين أحمرين على جانب الخطوط البيضاء. ويجب أيضًا أن يسمى العلم الوطني (Tri-Rong).

### اللون
أعلن مكتب رئيس الوزراء عن ألوان العلم في 30 سبتمبر 2017، بمناسبة الذكرى المئوية لاعتماده. وهي على النحو التالي.
| اللون | اللون | الفضاء اللوني ض أ ب D65 | الفضاء اللوني ض أ ب D65 | الفضاء اللوني ض أ ب D65 | الفضاء اللوني ض أ ب D65 |
| اللون | اللون | L*                      | a*                      | b*                      | ΔE*                     |
| ----- | ----- | ----------------------- | ----------------------- | ----------------------- | ----------------------- |
|       | أحمر  | 36.4                    | 55.47                   | 25.42                   | ≤1.5                    |
|       | أبيض  | 96.61                   | −0.15                   | −1.48                   | ≤1.5                    |
|       | أزرق  | 18.63                   | 7.89                    | −19.45                  | ≤1.5                    |

## التاريخ
| العلم        | التاريخ                     | الاستخدام                                                 | الوصف                                                             |
| ------------ | --------------------------- | --------------------------------------------------------- | ----------------------------------------------------------------- |
|              | ق. 1680 – ق. 1782           | الراية المدنية في أواخر عهدي مملكة أيوثايا ومملكة ثونبوري | علم أحمر بسيط                                                     |
| ق. 1782–1855 | الراية المدنية قبل عام 1855 |                                                           | علم أحمر بسيط                                                     |
|              | ق. 1782 – ق. 1817           | راية راما الأول                                           | حقل أحمر مع سودارشانا شقرا، يفترض أنها تمثل سلالة تشاكري الحاكمة. |
|              | ق. 1817–1855                | راية راما الثاني                                          | حقل أحمر مع سودارشانا شقرا وفيل أحمر بداخلها.                     |
|              | ق. 1843–1855                | الراية المدنية البديلة                                    | فيل أبيض يتوسط حقل أحمر (بالتايلندية: ธงช้างเผือก)                  |
| 1855–1893    | راية راما الرابع            |                                                           | فيل أبيض يتوسط حقل أحمر (بالتايلندية: ธงช้างเผือก)                  |
| 1893–1916    | الراية المدنية 1916         |                                                           | فيل أبيض يتوسط حقل أحمر (بالتايلندية: ธงช้างเผือก)                  |
|              | 1893–1898                   | راية الدولة والراية البحرية                               | فيل أبيض عليه ملابس تقليدية يتوسط حقل أحمر                        |
| 1898–1912    | راية الدولة والراية البحرية |                                                           | فيل أبيض عليه ملابس تقليدية يتوسط حقل أحمر                        |
| 1912–1917    | راية راما السادس            |                                                           | فيل أبيض عليه ملابس تقليدية يتوسط حقل أحمر                        |
|              | 1916–1917                   | الراية المدنية                                            | علم أحمر به خطان أفقيان أبيضان                                    |
|              | 1917–الآن                   | العلم الوطني                                              | خمسة أشرطة أفقية من الأحمر والأبيض والأزرق والأبيض والأحمر        |

## أعلام مشابهة

علم كوستاريكا
علم كوريا الشمالية